# 慶福寺大殿
慶福寺大殿位於重慶市合川區南津街街道鶴林巷8號合川縣文物管理所內，文物遺址年代為明代、清代，1992年3月19日列為重慶市第二批市級文物保護單位。2009年12月15日列為第二批重慶市文物保護單位。